# 不丹2019冠状病毒病疫苗接种计划
不丹承诺向该国境内外的所有公民免费接种2019冠状病毒病疫苗。不丹于2021年3月27日开始大规模接种疫苗。接种所用的牛津－阿斯利康2019冠状病毒病疫苗由印度捐赠，联合国在信息宣传和冷链储藏方面提供了协助。

## 疫苗订购
| 疫苗           | 批准 | 部署 |
| -------------- | ---- | ---- |
| 牛津－阿斯利康 | Yes  | Yes  |